# Nisíades
En la mitologia grega, les Nisíades (en grec antic Νυσιάδες Nysiades) eren les nimfes de la Muntanya Nisa que van tenir cura i van criar d'infant al déu Dionís. Entre elles es compten Cisseida, Nisa, Èrato, Erífia o Èrife, Bròmia i Polímnia.
En alguns relats posteriors sobre la infantesa de Dionís, les Nisíades són confoses amb les Híades, o bé s'usa el terme (igual que Atlàntides o Dodònides) col·lectivament per a les Plèiades i les Híades com a tutores del déu.